# کاتارینا تالباخ
کاتارینا تالباخ (آلمانی: Katharina Thalbach؛ زادهٔ ۱۹ ژانویهٔ ۱۹۵۴) بازیگر و کارگردان اهل آلمان است.
از فیلم‌ها یا برنامه‌های تلویزیونی که وی در آنا نقش داشته‌است می‌توان به اعتصاب، انتخاب سوفی، طبل حلبی، شب خاموش، یاقوتی، عصر بخیر، آقای والنبری و لوته در وایمار اشاره کرد.